# Spex (Theater)
Spex ist eine traditionelle schwedische und finnische Form des studentischen Amateurtheaters. Das Wort Spex leitet sich dabei vom lateinischen Wort spectaculum („Schauspiel“) ab.

## Theaterform
Spex sind eine Form des Lustspiels, die meist historische Motive behandeln, diese jedoch blind durcheinander mischen und in einen neuen Zusammenhang stellen. Auch Personen und Ereignisse des Zeitgeschehens werden oft in die Handlung mit einbezogen. Das Ganze bekommt dadurch stark anachronistische Züge.

### Reimung
Man unterscheidet zwei Formen des Spex: Bestehen die Dialoge aus Reimen, so ist es ein Spex der sogenannten Uppsala-Schule, sind die Dialoge ungereimt, so ist es ein Spex der Lund-Schule.

### Musik
Neben dem Schauspiel gibt es einen sehr großen Anteil an Gesangseinlagen. Dabei werden meist populäre Melodien (alles von Klassik über Schlager bis Rockmusik) mit neuem Text versehen, der ebenso wie der normale Dialog aus vielen Wortspielen besteht. Die instrumentale Begleitung kann dabei von einem Klavier bis zu einem Symphonieorchester reichen.

### Interaktivität
Ein wichtiges Element des Spex ist die Interaktion mit dem Publikum, welches in großem Maße das Geschehen auf der Bühne beeinflussen kann. Sehr weit verbreitet ist die Sitte, nach besonders guten Liedern, Wortwitzen oder Stunts omstart zu rufen (auf Deutsch: Neustart). Dann sind die Schauspieler aufgerufen, die Szene unmittelbar zu wiederholen. Meistens tun sie es auf andere Weise als beim ersten Mal.

## Verbreitung
Spexgruppen gibt es vor allem an den Universitäten und Hochschulen in Schweden und Finnland. Meistens bestehen diese Gruppen aus Studenten und jungen Akademikern. Die Aufführungen finden jedoch regulär öffentlich statt und ziehen einen großen Personenkreis an.

## Geschichte
Die Ursprünge des Spex reichen bis in die Jahre um 1550 zurück als in Uppsala Studenten anfingen, klassische Theaterstücke in lateinischer Sprache zu spielen, um sich in ebendieser zu üben. Mit der Zeit begann man eigene Stücke zu schreiben, die nach und nach immer mehr ins Humoristische glitten. Das erste Spex nach moderner Tradition fand im Jahre 1851 in Uppsala statt und hieß Trollflaskan (deutsch: Die Troll- oder die Zauberflasche). 1874 fand das erste Spex in Lund statt (mit einem in Uppsala geschriebenen Stück) und erreichte am Ende des 19. Jahrhunderts dort eine hohe Wertschätzung. An der Königlichen Schwedischen Hochschule in Stockholm begann man 1867 und in Chalmers in Göteborg 1948 Spex aufzuführen. Ende der 60er und Anfang der 70er Jahre begann die Spextätigkeit abzunehmen, da man sich zunehmend gegen angestammte Traditionen wandte. Allerdings war dies nur von kurzer Dauer und ab Ende der siebziger Jahre nahm die Spextätigkeit wieder stark zu. Auch an den neu gegründeten Hochschulen und Universitäten in Schweden bildeten sich nach und nach Spexgruppen, während heutzutage an den traditionsreichen Universitätsstandorten mehrere Spexgruppen tätig sind (z. B. mindestens 14 in Stockholm).

## Traditionen
Viele Spexvereinigungen haben eine große Anzahl an Traditionen, was Rituale, Abzeichen oder Feste angeht. Das erste bekannte Spex, in dem Frauen mitgespielt haben, fand erst 1975 in Lund statt. Bis dahin hatten Männer sämtliche Rollen inne. Heutzutage kommt es dagegen vor, dass ein Crossdressing stattfindet, das heißt, dass Frauen Männerrollen spielen und umgekehrt.